# John Paul Jones (Schiff, 1956)
Die USS John Paul Jones (DD-932) war ein Zerstörer der United States Navy und gehörte zur Forrest-Sherman-Klasse. Sie wurde nach dem Seefahrer John Paul Jones benannt und diente ab 1956 in der Navy. Zwischen 1965 und 1967 wurde sie zum Lenkwaffenzerstörer nach dem Vorbild der Decatur-Klasse umgebaut und erhielt die Hüllennummer DDG-32. Der Zerstörer blieb bis 1982 in Dienst.

## Geschichte
Die John Paul Jones wurde am 18. Januar 1954 bei Bath Iron Works in Bath, Maine auf Kiel gelegt. Der Stapellauf fand am 7. Mai 1955, die Indienststellung am 5. April 1956 statt. Von ihrem Heimathafen Newport, Rhode Island aus führten die ersten Fahrten den Zerstörer in die Karibik sowie nach Schottland in den Geburtsort des Namensgebers. 
1957 schloss sich der erste Mittelmeereinsatz mit der sechsten US-Flotte an, im Herbst nahm sie dann an NATO-Manövern im Nordatlantik teil. Das Jahr 1958 verbrachte die John Paul Jones in der Karibik und im Atlantik vor der US-Küste, 1959 folgte dann ein weiterer Einsatz im Mittelmeer. 1960 operierte sie zumeist vor der amerikanischen Küste, im Sommer nahm sie am Unitas-Manöver mit südamerikanischen Schiffen teil. Im folgenden Jahr blieb das Schiff in der Karibik und nahm an mehreren U-Jagdübungen teil, im April 1962 war sie Teil der amerikanischen Flottenschau. Während des Raumfluges von Walter Schirra im Oktober 1962 gehörte der Zerstörer zur atlantischen Bergungsflotte, im Anschluss nahm sie an der Seeblockade vor Kuba während der Kuba-Krise teil. In der ersten Jahreshälfte 1963 folgte ein weiterer Einsatz im Mittelmeer, den Rest des Jahres sowie die erste Hälfte des Jahres 1964 verbrachte das Schiff mit Übungen vor der Heimatküste. Im Juni 1964 fuhr die John Paul Jones erneut mit der 6. US-Flotte ins Mittelmeer, 1965 gehörte sie dann zur Bergungsflotte für Gemini 3. Nach einem weiteren Mittelmeereinsatz im Sommer wurde das Schiff am 20. Dezember 1965 in Philadelphia außer Dienst gestellt. In den folgenden eineinhalb Jahren wurde das Schiff im Philadelphia Navy Yard zum Lenkwaffenzerstörer umgebaut.

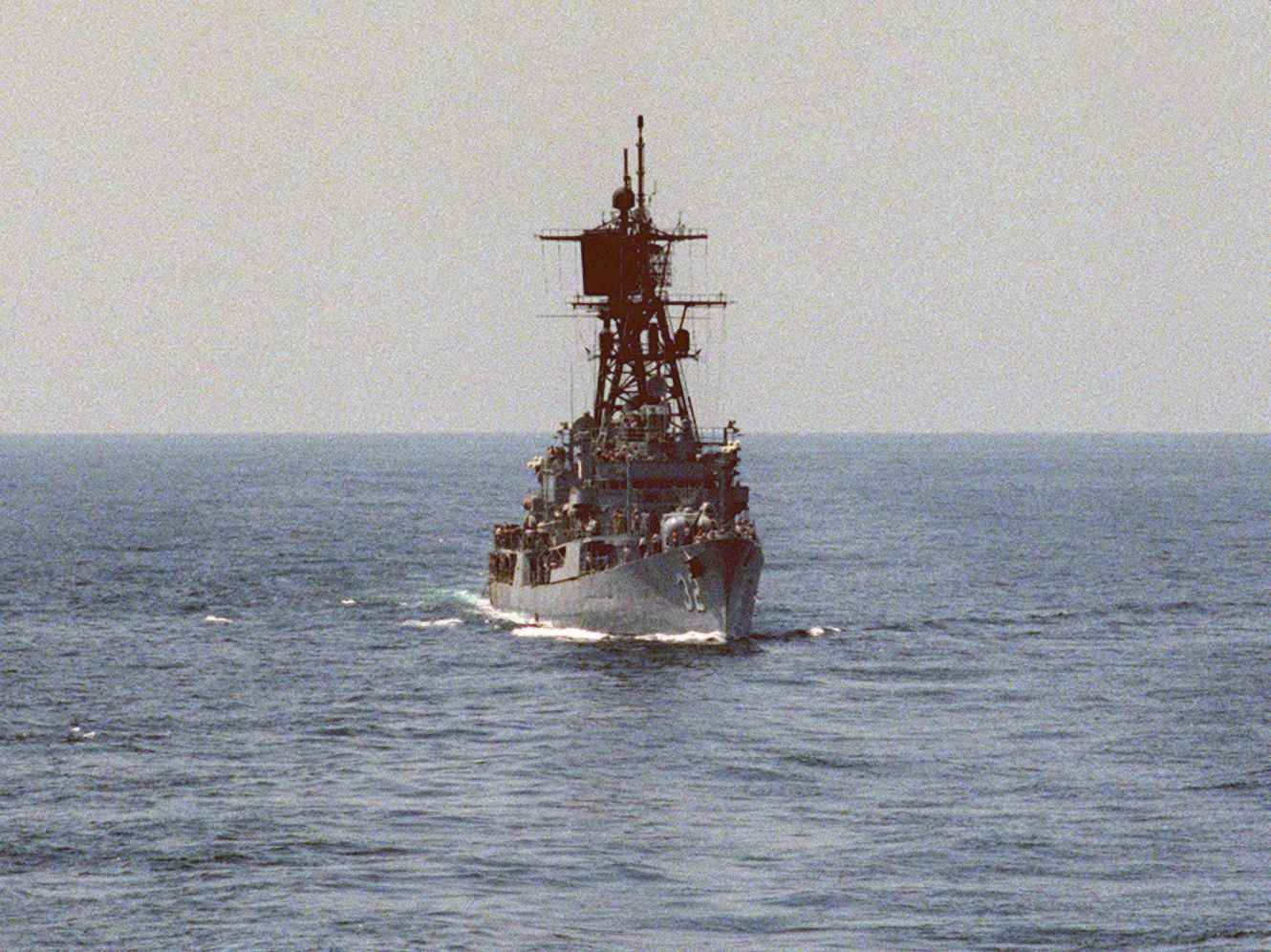
John Paul Jones 1980

Im März 1967 wurde die John Paul Jones als DDG-32 neu klassifiziert, der Umbau und die Ausrüstung mit neuen Radaranlagen und einem Tartar-Starter war im Herbst des Jahres abgeschlossen. Sie wurde nun der Pazifikflotte zugeteilt und operierte mit der 7. US-Flotte. 1975 nahm die John Paul Jones als Teil der Task Force 76 an der Operation Frequent Wind, der Evakuierung Saigons, teil.
Nach 26 Jahren Dienstzeit wurde die John Paul Jones 15. Dezember 1982 außer Dienst gestellt, bis 1986 blieb sie jedoch der Reserveflotte zugeteilt. Am 31. Januar 2001 wurde der ausgeschlachtete Rumpf während einer Übung vor der kalifornischen Küste als Zielschiff für Waffentests versenkt.